# 中壬
中壬（ちゅうじん）は殷朝の第3代王。外丙の弟にあたり仲壬（ちゅうじん）とも作る。殷代後期に記された卜辞には登場しない事から日本では実在を疑問視する研究者もいる。
亳に都し、即位後4年にして没する。